# Camp Tékakwitha

Le camp Tekakwitha est un camp de vacances francophone situé sur les bords du lac Androscoggin dans le village de Leeds (comté d’Androscoggin, État du Maine) aux États-Unis.

## Historique
Le Camp Tekakwitha a été fondé en 1938 par les pères Dominicains de Lewiston (Maine) aux États-Unis. Le Père Lebel fut le premier directeur de 1938 à 1942, puis il y eut le Père Cossette en 1942-43. Le Père Rémi Clark, qui fut directeur de 1943 à 1978 peut être considéré comme le vrai bâtisseur du Camp Tekakwitha. Une autre figure emblématique est M. Gaston Lapointe qui fut chef de camp de 1951 à 1984. Il a demeuré très actif dans la vie du camp jusqu’à la fin des années 2010, puis au sein de la corporation jusqu’à son décès en 2024.
Le Camp Tekakwitha fut vendu par les Pères Dominicains en 1979 et acheté par une corporation à but non lucratif formée d’anciens du camp qui avaient à cœur de perpétuer la philosophie du camp. Cette corporation est toujours responsable des activités du camp.

## Organisation

### Les campeurs
Le camp a gardé des dimensions humaines. Un total de 180 campeurs et campeuses y résident, soit 120 jeunes de 8 à 13 ans et 60 adolescents de 14 à 17 ans. La plupart des campeurs proviennent du Québec, mais plusieurs campeurs des États-Unis ou d’Europe y séjournent pour parfaire leur français.

### Séjours
Des séjours de 2 ou 4 semaines sont offerts aux jeunes garçons ou filles de 8 à 10 ans. Les plus vieux sont accueillis pour des séjours de 4 semaines.

### Installations matérielles
Le camp Tekakwitha est composé de 25 bâtiments tous en pin. Les campeurs, regroupés selon leur âge, dorment dans des chalets qui accueillent 10 à 12 jeunes ainsi que leur moniteur. Plusieurs plateaux d’activités et une grande plage accueillent les campeurs.
En dehors de la saison estivale, le bureau administratif du camp est situé à Québec (Canada).

### Accréditation
Le camp Tekakwitha est régulièrement inspecté par l’État du Maine ainsi que l’Association des camps du Québec (ACQ) dont il est membre.

## Activités
De multiples activités profitant de l’immense lac Androscoggin  et de la nature ambiante sont offertes. Un programme spécial a été conçu pour les adolescents de 14 à 17 ans. Ce programme, qui s’étend sur une période de 27 jours, est centré sur une activité de randonnée pédestre en montagne d’une durée de 8 à 17 jours selon l’âge. Cette randonnée se fait dans les sentiers de la fameuse piste Appalache (Appalachian Trail) qui parcourt la chaîne des Appalaches de la Géorgie au Maine.

## Honneurs et reconnaissances
- 2004: Prix « Coup de cœur des consultants » de l'Association des camps du Québec[3].